# 로마냐노알몬테
로마냐노알몬테(이탈리아어: Romagnano al Monte)는 이탈리아 캄파니아주 살레르노도에 위치한 코무네다.

## 역사
마을이 1980년대에 일어난 이르피나 지진으로 인해 파괴됐고 그로부터 수킬로미터 떨어진곳에 마을을 재건하였다. 폐허가 된 옛도시는 같은 현의 다른 도시인 로시뇨처럼 2000년대에 들어서 관광객들에게 인기있는 관광지가 되었다.

## 포토 갤러리

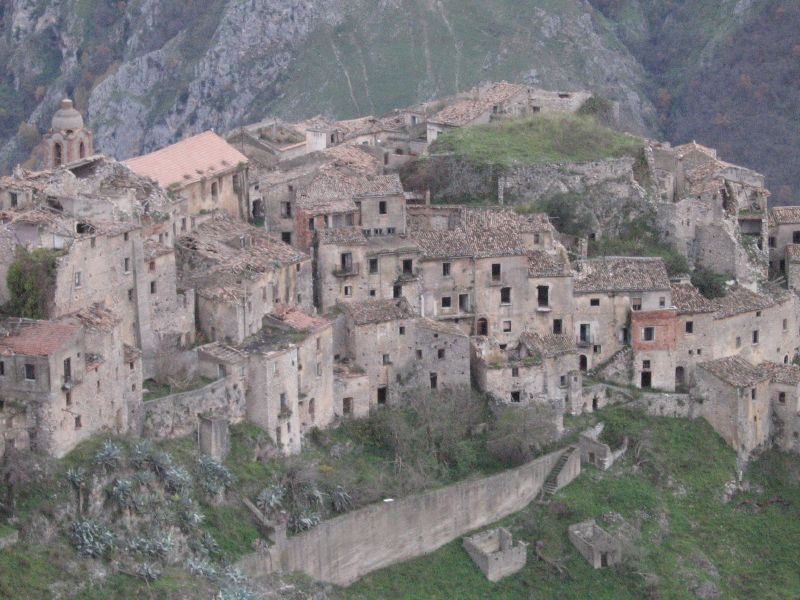
구도시 광경
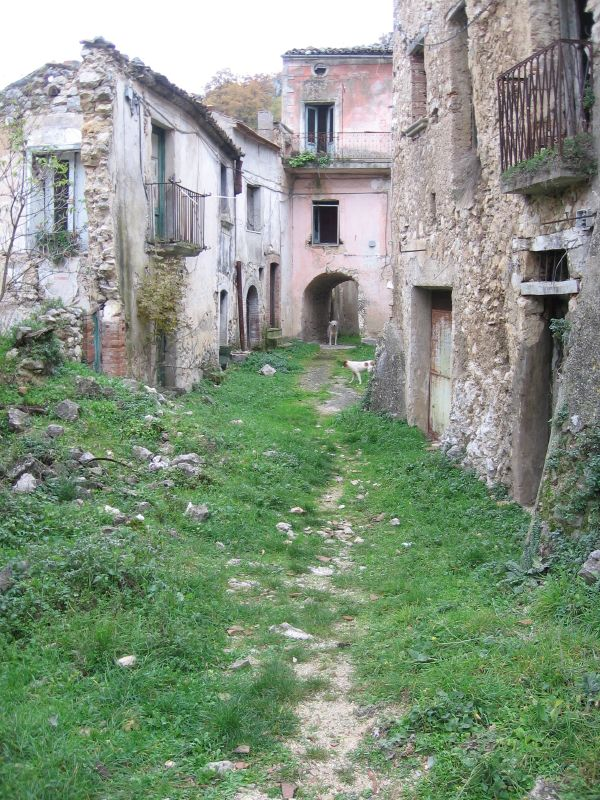
구 도시속에 거리
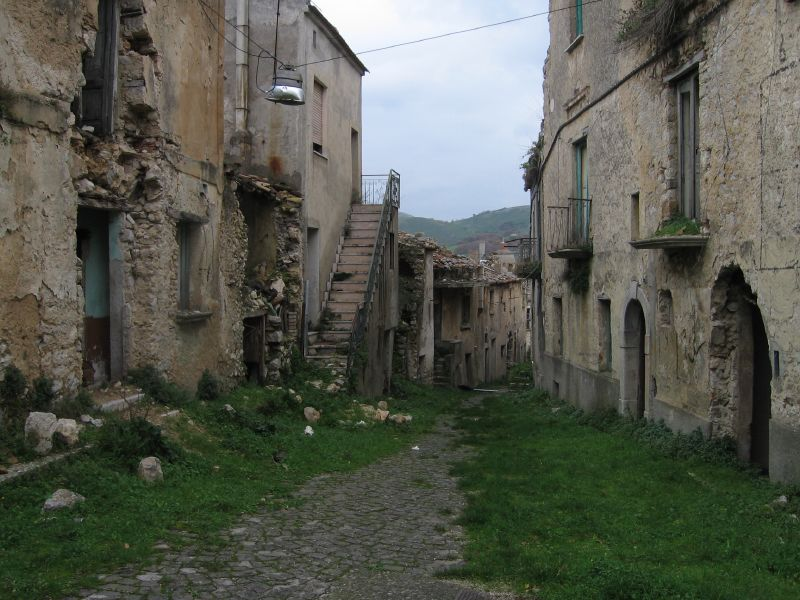
구 도시속에 거리